# Tongština
Tongština je nigerokonžský jazyk patřící do skupiny bantuské jazyky.
Existují dva blízce příbuzné jazyky: tongština, kterou mluví asi 1 517 000 lidí v Zambii, a tongština, kterou mluví přibližně 170 000 lidí v Malawi.